# Dundaga
Dundaga est une ville de Lettonie du novads de Dundaga dans la région de Kurzeme.